# 张联义
张联义（1962年—），男，湖北嘉鱼人，中华人民共和国军事人物、政治人物，中国人民解放军少将，曾任中共辽宁省委常委、中国人民解放军辽宁省军区司令员。